# Argulus vittatus
Argulus vittatus is een visluizensoort uit de familie van de Argulidae. De wetenschappelijke naam van de soort is voor het eerst geldig gepubliceerd in 1814 door Rafinesque-Schmaltz.